# Nysa (Mythos)
Nysa (altgriechisch Νύσα Nýsa) ist ein Ort der griechischen Mythologie. Es ist der Name des Geburtsorts des Gottes Dionysos und der Name der Ebene, wo die Entführung der Kore/Persephone stattfand.

## Geburt des Dionysos

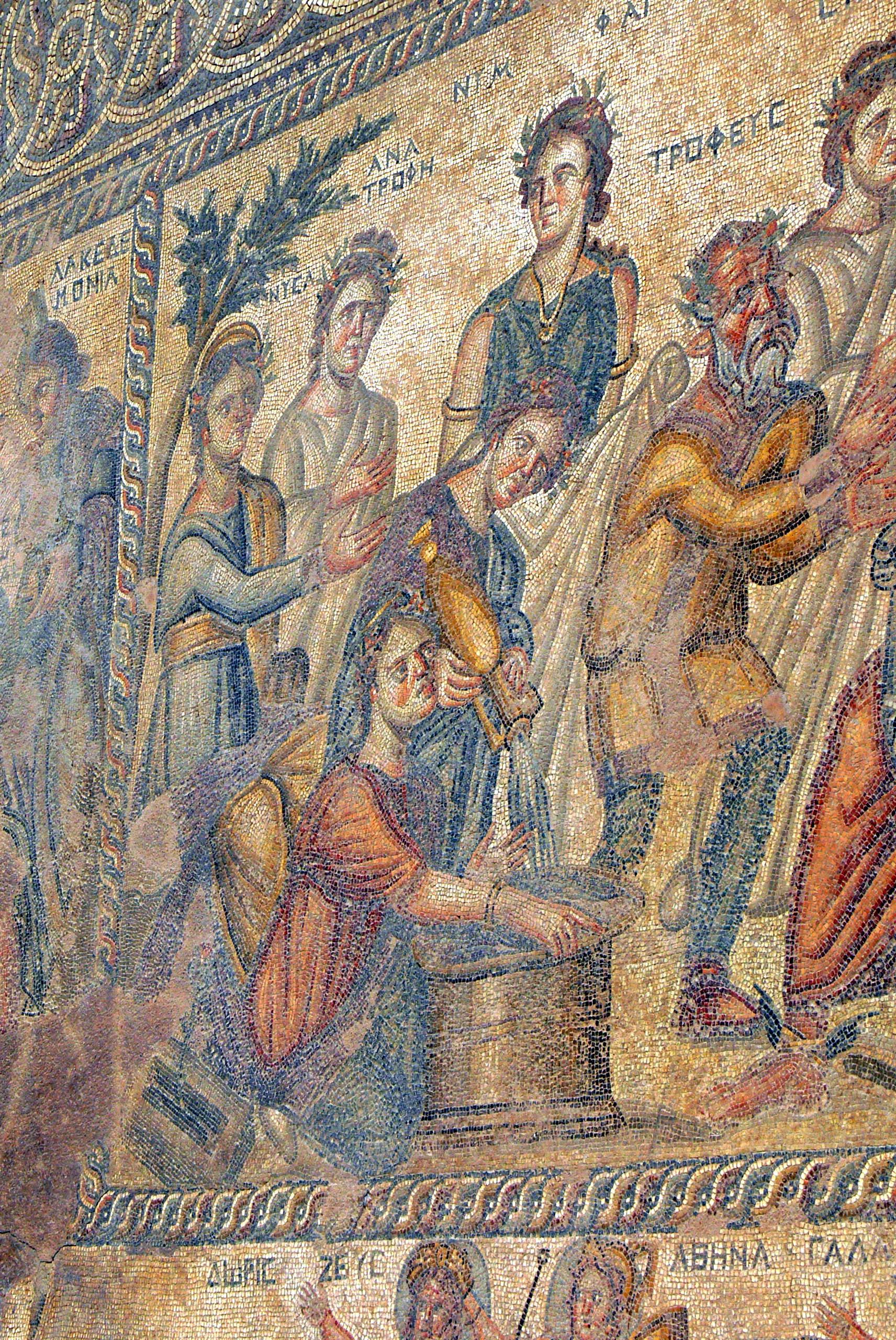
Die Nymphen von Nysa bereiten dem neugeborenen Dionysos ein Bad, Haus des Aion, Paphos (Zypern), 4. Jahrhundert n. Chr.

Bereits Homer erwähnte den Berg Nyseion (Νυσήϊον Nysḗïon) als den Ort, an dem Dionysos unter dem Schutz der Nymphen aufwuchs. Der Berg ist benannt nach Nysa, der Amme des Dionysos.
Über eine Lokalisierung herrschte bereits in der Antike keine Einigkeit. Zahlreiche Orte, die mit dem Weinbau in Zusammenhang standen, wurden in Verbindung gebracht und schließlich entsprechend genannt. Eustathios von Thessalonike lokalisiert Nysa im Kaukasus, nennt aber alternativ Böotien, Arabia, Indien und Libyen. Stephanos von Byzanz nennt 10 Städte mit Namen Nysa, von denen einige real (z. B. Nysa am Mäander), andere mythisch sind.
Auch bei Herodot erscheint ein Nysa in Aithiopia. Da man in der damaligen Zeit Äthiopien zu Indien rechnete, dieses Nysa daher mit dem indischen Nysa des Dionysos identifizierte, lag es im Zuge der Ausweitung des geographischen Horizonts aufgrund des Alexanderzugs nahe, das durch Herodot belegte Nysa im nun besser bekannten Indien zu lokalisieren: So erscheint Nysa bei Arrian als eine ganz reale Stadt, zwischen den Flüssen Kabul und Indus gelegen. Dionysos habe nach der Eroberung Indiens die Stadt gegründet und seiner Amme zu Ehren Nysa (Νῦσα) genannt. Das nahe gelegene Gebirge Meros sei nach dem Schenkel (μηρός mērós) des Zeus benannt, aus dem Dionysos geboren sei (siehe Schenkelgeburt). Die Bewohner seien keine Inder, sondern Nachkommen von Begleitern des Dionysos und Teilen der Armee, die als Invaliden in Indien geblieben seien. Dementsprechend kam es in der Neuzeit zu ähnlich zweifelhaften Lokalisierungsversuchen (z. B. am Swat, am Kabul, der Meros als Pamir usw.)
Bei Plinius wird Nysa mit Skythopolis, einer der Städte der Dekapolis in Syria, identifiziert. Tatsächlich scheint dort der Kult des Dionysos eine besondere Bedeutung gehabt zu haben.
Im Zusammenhang damit erscheint das Nyseion-Gebirge in den Dionysiaka des Nonnos von Panopolis bei der Konfrontation zwischen dem vom Karmel kommenden Dionysos und Lykurgos, der mit einem unbesiegbaren Schlachtbeil die Ammen des Dionysos über die Berge treibt und schließlich den Gott selbst zwingt, im Meer bei Tethys Zuflucht zu nehmen. Lykurg ist an und für sich mit Thrakien verknüpft, aber bereits an der Wende des 5. zum 4. Jahrhundert v. Chr. scheint der Mythos nach Syrien transferiert, wo Lykurgos eventuell mit einer arabischen Gottheit gleichgesetzt wurde.

## Entführung der Persephone
Entsprechend dem Homerischen Hymnus war der Nysa der Name der Ebene (Νύσιον πεδίον Nýsion pedíon), wo die Entführung der Kore, der Tochter der Demeter, durch Hades, den Herrscher der Unterwelt, stattfand. Sie spielte dort mit ihren Gefährtinnen, den Okeaniden, und pflückte Blumen. Auf Befehl des Zeus wuchs dort eine wunderbare, erstaunliche Blume, die Narzisse. Als aber Kore sich niederbeugte, öffnete sich die Erde und heraus sprang Hades auf seinem Wagen. Er packte das Mädchen und zog es hinab in die Unterwelt, wo er es zu Persephone, der Königin der Toten machte.

## Typhon
Eine weitere Unklarheit bringt Apollonios von Rhodos, der in den Argonautika beiläufig die Ebene von Nysa mit der Überwindung des Ungeheuers Typhon durch Zeus verknüpft: Der Drache, der das Goldene Vlies bewache, sei am Fels des Typhon im Kaukasus der Erde entsprungen, bei den Bergen und der Ebene von Nysa, wo Typhon, von Zeus überwunden, in Banden unter dem Sirbonischen See liegt, wobei der Sirbonische See am Ostende des Nildeltas lokalisiert ist.